# Lidé (Středozem)
Lidé jsou jednou z ras v Tolkienově fantasy příbězích z fiktivního světa Středozemě. Jejich původ je popsán v Silmarillionu. Jsou druhou rasou (po elfech), stvořenou samotným Eru Ilúvatarem (nejvyšší bytostí), proto jsou elfy nazýváni Atani, Druhorození.

## Vlastnosti
V porovnání s elfy jsou lidé méně odolní, méně pohlední a nemají tak pevný charakter – je mnohem snadnější je oklamat, zastrašit, zlomit nebo přesvědčit ke zradě . Kromě toho jsou skutečně smrtelní, takže po smrti opouštějí svět a nikdo – s výjimkou Ilúvatara a snad Mandose a Manwëho – neví, co se s nimi po smrti děje. Naproti tomu elfové neumírají stářím a i po své smrti zůstávají v Mandosových síních a některým z nich je dovoleno se vrátit zpět mezi živé.
Lidská smrt vždy elfům připadala zvláštní, ale protože původně měla být darem Ilúvatara lidem, jen málokdo z elfů dokázal skutečně pochopit hořkost smrti a důvod, proč se jí lidé tak brání.

## Dějiny

### První věk
První lidé se ve Středozemi objevili, když poprvé vyšlo Slunce, v r. 1 Prvního věku. Lidé jsou tedy mladší než elfové, skřeti, trpaslíci i entové. Hobiti jsou odrůdou lidí, přestože jejich přesný původ není znám.
Po svém zrození lidé zřejmě mnoho dlouhých let bloudili na východě Středozemě a není o nich mnoho známo. Jako první je objevili špehové Temného pána Morgotha, kterého tato zvěst natolik ohromila, že se sám vypravil za nimi a pokoušel se zkazit srdce náčelníků lidí. U některých se mu to zřejmě podařilo, jiní se ve strachu před ním vydali na pouť na západ. Byl to jediný případ od zbudování pevnosti v Thangorodrim, kdy Morgoth opustil na delší čas své sídlo.
Postupně se také lidé zřejmě setkali s některými Temnými elfy, od nichž se dozvěděli zvěsti o blažené říši daleko na západě, takže možná pohnutkou pro jejich pouť nebyl jen strach z Morgotha, ale i touha najít Valinor – jelikož netušili, že tato říše se nachází daleko za mořem a je pro ně tedy prakticky nedosažitelná.
První lidé, kteří vstoupili do Beleriandu v r. 305 Prvního věku, byli vedení Bëorem Starým. Nalezl je elfský král Finrod Felagund, který s Bëorem uzavřel přátelství a naučil lidi mnoho z elfí moudrosti. Jiní elfové je však na západě Středozemě nevítali, například Zelení elfové z Ossiriandu se báli o své území a chovali se k lidem nepřátelsky. Někteří lidé se proto raději vrátili zpět na východ do Eriadoru, kde si založili vlastní sídla. Rovněž král Thingol, vládce Doriathu, vnímal lidi s nelibostí a prohlásil, že žádný člověk nikdy nevstoupí do jeho říše – ač později svůj názor na ně změnil.
Spojenectví s elfy v Beleriandu tak uzavřeli lidé ze Tří domů, kteří byli později elfy označováni jako Edain (přestože tento výraz lze použít i pro celou rasu lidí):
- První dům Edain, Bëorovci – usídlili se v Ladrosu. Z tohoto rodu pocházel například Beren nebo Morwen, žena Húrina. Po Bitvě náhlého plamene byla většina z nich vyhubena a zbytek postupně splynul s lidmi Třetího domu.
- Druhý dům Edain, Haladin – když byl jejich vůdce Haldad zahuben skřety, do jejich čela se postavila Haleth, která s nimi osídlila les Brethil. Po zkáze Doriathu byli téměř vyhubeni a malý zbytek se připojil k Prvnímu a Třetímu domu.
- Třetí dům Edain, Marachovci – byl ze všech Tří domů nejpočetnější. Usídlili se v Dor–lóminu. Pod vedením Húrina a jeho bratra Huora bojovali v bitvě Nirnaeth Arnoediad, kde statečně bránili ústup gondolinského krále Turgona a všichni válečníci až na Húrina byli pobiti. Húrin byl zajat Temným pánem, který proklel jeho rod. Húrinův syn Túrin tak vykonal v životě mnoho zla a skončil sebevraždou, zahubil však také Glaurunga, Otce draků. Huorův syn Tuor objevil Gondolin, oženil se s Turgonovou dcerou Idril a jejich syn Eärendil se stal největším mořeplavcem v dějinách Středozemě.

Do dějin Beleriandu však zasáhli i někteří Východňané z rodu Bóra a Ulfanga. Zatímco Bórovci bojovali věrně, Ulfangovci se ukázali jako zrádní, když v bitvě Nirnaeth Arnoediad přeběhli na stranu Temného pána.

### Druhý věk
Za odměnu ve válkách proti Temnému pánu byl lidem Tří domů věnován ostrov Númenor, který se stal nejslavnějším královstvím lidí a námořní velmocí. Númenorejci si založili svá sídla i ve Středozemi, kde zpočátku pomáhali ostatním lidským plemenům, později však začali Středozem spíše vykořisťovat a většina se jich obrátila ke zlému. Za trest se ostrov Númenor potopil a zachránil se jen Elendil a jeho lid, kteří si říkali Věrní. Ti založili ve Středozemi království Gondor a Arnor a s pomocí elfů porazili Temného pána Saurona v bitvě na Dagorladu.
Někteří z Númenorejců, kteří se obrátili ke zlu už v průběhu Druhého věku, odešli do Středozemě, kde uctívali Saurona jako svého pána. Z nich povstali někteří nazgûlové, především Černokněžný král, a rod Černých Númenorejců přežil až do konce Třetího věku, kdy jedním z nich byl Sauronův mluvčí, který si říkal Ústa Sauronova. Někteří z nich se v průběhu Třetího věku smísili se odpadlickými Gondorskými, ovládli přímořskou zemi Umbar a stali se známí jako umbarští korzáři.

### Třetí věk
Království Arnor se rozpadlo ve sporech o trůn a postupně bylo podrobeno Černokněžným králem Angmaru. Královský rod však v utajení přežil. Gondor odolával déle. Západ země věnoval za pomoc v boji jezdeckému lidu ze Severu, Rohirům, kteří si zde založili vlastní království Rohan, a navždy byli věrnými spojenci Gondoru. Na konci Třetího věku byl Sauron definitivně poražen a Gondor a Arnor byly spojeny v novém Obnoveném království pod vedením krále Aragorna.

### Čtvrtý věk
Obnovené království, jež spojilo Gondor a Arnor, říše Númenorejců ve vyhnanství, prospívalo pod vládou Elessara a jeho syna Eldariona, právě tak jako Rohan, řízený králem Éomerem a jeho synem Elfwinem. S dosavadními nepřáteli, Haradskými a Východňany, byl uzavřen mír.
Zatímco lidé prosperovali, příslušníků ostatních ras v průběhu Čtvrtého věku postupně ubývalo.

## Ostatní lidské rasy
- Seveřané – zřejmě šlo původně o lidi, kteří na počátku Prvního věku nepřekročili Mlžné hory. K nim se možná připojili ti ze Tří domů Edain, kteří neodešli s ostatními na Númenor. Z nich vznikly národy jako Lidé z Dolu, Lesní lidé z Temného hvozdu, Meddědovci a Rohirové.
- Vrchovci – lidé z Eriadoru, příbuzní Druhému domu Edain. Někteří z nich založili město Hůrka, jiní žili na Vrchovině na jihu Eriadoru, odkud byli v průběhu Druhého věku postupně vytlačováni expanzí Númenorejců. Později ve Třetím věku byli Sarumanem pobízeni k nepřátelství vůči Rohirům, proti nimž dlouhá léta bojovali, než s nimi byl na konci Třetího věku uzavřen mír. Pokud je pravdivá teorie, že Sarumanovi skurut–hai byli kříženci skřetů a lidí, pravděpodobně pocházeli právě z Vrchovců. Rovněž přízraky lidí, jež proklel Isildur na konci Druhého věku a které Aragorn na konci Třetího věku povolal na pomoc, pocházeli z Vrchovců.
- Východňané – národ nebo spíše několik národů lidí, kteří obývali říši Rhûn na východě Středozemě. Byli zřejmě potomci lidí, které v Prvním věku zastrašil Morgoth. Proto v bitvě Nirnaeth Arnoediad někteří z nich zradili elfy a připojili se na stranu Temného pána. V průběhu Druhého a Třetího věku sloužili Sauronovi. Po jeho porážce s nimi ještě na počátku Čtvrtého věku museli Gondorští a Rohirové dlouho bojovat, než s nimi byl konečně uzavřen mír. Pocházeli z nich zřejmě někteří nazgûlové, především Khamûl, druhý nejmocnější Prstenový přízrak po Černokněžném králi.
- Haradští – lidé černé pleti z jižních zemí. V průběhu Války o Prsten patřili mezi Sauronovy spojence a mnoho jich padlo v bitvě na Pelennorských polích. Později uzavřeli s králem Aragornem mír.
- Drúadané – podivná, málo početná rasa nevzhledných, ale statečných lidí, kteří v Prvním věku žili spolu s Druhým domem, ač s nimi nebyli příbuzní. Odešli s nimi na Númenor, který opustili ještě před jeho pádem. Jejich poslední zbytek žil na konci Třetího věku v Drúadanském hvozdu v Gondoru, který jim byl za pomoc proti Sauronovi věnován králem Aragornem.
- Lossothové – lidé z dalekého Severu, žijící na způsob Eskymáků. Arveduie, posledního krále Arnoru zachránili před zmrznutím, když však od nich odplouval, jeho loď prorazila ledová kra a král utonul.
- Otroci od jezera Núrnen – otroci, kteří obdělávali země na jihu Mordoru, aby poskytovali potravu pro Sauronova vojska. Po porážce Saurona jim Aragorn zemi věnoval.
- Hobiti – byli příbuzní lidí, ale o jejich původu není mnoho známo, protože ostatní národy je považovali za bezvýznamné a nedůležité. Počátkem Třetího věku sídlili na březích Anduiny, odkud je vypudil strach ze Sauronova sídla Dol Gulduru, proto překročili Mlžné hory a osídlili Hůrku a později Kraj.